# Pedra de Itaúna
Pedra de Itaúna är en kulle i Brasilien.   Den ligger i kommunen Rio de Janeiro och delstaten Rio de Janeiro, i den sydöstra delen av landet, 900 km sydost om huvudstaden Brasília. Toppen på Pedra de Itaúna är 57 meter över havet, eller 48 meter över den omgivande terrängen. Bredden vid basen är 6,7 km. Pedra de Itaúna ligger vid sjön Lagoa de Jacarepaguá.
Terrängen runt Pedra de Itaúna är platt österut, men åt nordväst är den kuperad. Havet är nära Pedra de Itaúna söderut. Trakten är tätbefolkad. Närmaste större samhälle är Barra da Tijuca, 5,8 km öster om Pedra de Itaúna. 